# Логвин, Николай Петрович
Николай Петрович Логвин — советский хозяйственный, государственный и политический деятель, Герой Социалистического Труда.

## Биография
Родился в 1915 году в хуторе Дробязки. Член КПСС.
С 1930 года — на хозяйственной, общественной и политической работе. В 1930—1972 гг. — учётчик в полеводческой бригаде, бухгалтер, главный бухгалтер колхоза «Заветы Ильича», председатель колхоза «Заветы Ильича» Калининского района Сталинградской области.
Указом Президиума Верховного Совета СССР от 20 ноября 1958 года присвоено звание Героя Социалистического Труда с вручением ордена Ленина и золотой медали «Серп и Молот».
Делегат XXII съезда КПСС.
Умер в Волгограде в 1994 году.